# Irina Sharipova
Irina Sharipova (7 de febrero de 1992) en Bukhara, Uzbekistán, es una modelo rusa ganadora del título de Miss Tatarstan 2010 y Miss Rusia 2010.
Sharipova representó a Rusia en Miss Mundo 2010 en Sanya, China.

## Concursos de belleza y carrera como modelo
En el concurso nacional de "Miss Tatarstan", Sharipova entró por accidente. Durante una jornada de compras fue a ver a las concursantes que se habían clasificada y los organizadores la descubrieron en el mismo sitio, los cuales se acercaron a ella y le sugirieron que audicionara para el concurso. Sin experiencia en los concursos de belleza, se sorprendió al ganar el título de Miss Tatarstan en enero de 2010. Sharipova ganó el título de  "Miss Russia 2010" en marzo de 2010, ganando la posibilidad de estudiar en cualquier universidad del mundo con los gastos pagados.
En 2012, Sharipova firmó un contrato con la famosa agencia, Women Management. En 2013, empezó a aparecer en revistas renombradas, incluyendo Marie Claire, así como empezó a frecuentar las pasarelas. En septiembre de 2014, Sharipova abrió para Dolce & Gabbana en la temporada primavera/verano 2015 en la Milan Fashion Week. Sharipova ha desfilado también para diseñadores y marcas de alta gama: Chanel, Versace, Givenchy, Marc Jacobs, Ralph Lauren, Nina Ricci, Oscar de la Renta, Dsquared2, Ermanno Scervino, Carolina Herrera, Giorgio Armani, Kenzo, Rag & Bone, Sonia Rykiel, TopShop, Tory Burch, Akris, Moschino, Vivienne Westwood, Jeremy Scott, Philipp Plein, Valentin Yudashkin, entre otros. Sharipova también ha hecho modelaje comercial, apareciendo en catálogos de Victoria's Secret.
En diciembre de 2014, Sharipova hizo su primera aparición en el Victoria's Secret Fashion Show 2014 en Londres, junto a la también Miss Rusia y modelo, Kate Grigorieva. En 2017, se confirmó su participación el Victoria's Secret Fashion Show de ese año, celebrado en China. Debido a un problema con su visa no pudo estar presente para el evento. Sharipova ha aparecido en campañas de Dolce & Gabbana.